# Andre Emmett
Andre Emmett (ur. 27 sierpnia 1982 w Dallas, zm. 22 września 2019 tamże) – amerykański koszykarz, występujący na pozycjach rzucającego obrońcy oraz niskiego skrzydłowego.
W marcu 2010 ustanowił rekord chińskiej ligi CBA, zdobywając 71 punktów w spotkaniu przeciw drużynie Jiangsu Dragons
22 września 2019 został zastrzelony w swoim rodzinnym mieście Dallas.

## Osiągnięcia
Na podstawie, o ile nie zaznaczono inaczej.
NCAA
- Uczestnik rozgrywek:
  - Round of 32 turnieju NCAA (2004)
  - turnieju NCAA (2002, 2004)
- Zaliczony do:
  - I składu:
    - All-American (2004)
    - konferencji Big 12 (2002–2004)
    - turnieju konferencji Big 12 (2003)
- Lider konferencji Big 12 (2003, 2004)[4]
- Zwycięzca konkursu wsadów NCAA (2004)[5]

Drużynowe
- Mistrz Wenezueli (2009, 2013)
- Wicemistrz Korei Południowej (2016)

Indywidualne
- MVP:
  - meczu Gwiazd D-League (2015)
  - finałów ligi wenezuelskiej (2013)
  - miesiąca D-League (styczeń 2015)
  - tygodnia D-League (3.01.2012, 19.01.2015)
- Zaliczony do składu:
  - All D-League Honorable Mention (2012)
  - NBA D-League Showcase Honorable Mention Team (2015)
- Uczestnik:
  - D-League All-Star Game (2012, 2015)
- Lider strzelców:
  - chińskiej ligi CBA (2010)
  - ligi belgijskiej (2008)